# George Frederick Bodley
George Frederick Bodley, född 14 mars 1827 i Kingston upon Hull, död 21 oktober 1907 i Water Eaton, Oxfordshire, var en brittisk arkitekt och en av grundarna av företaget Watts & Co. och Burlison and Grylls.

## Verk
Bodley ritade både byggnader och glasmålningar. Han började måla glasmålningar i början på 1850-talet tillsammans med William Morris innan han tillsammans med Thomas Garner grundade företaget Burlison and Grylls 1868.
Under 1860-talet samarbetade han med glasmålaren Charles Eamer Kempe. Kempe målade glasrutorna i flera av Bodleys kyrkor, däribland i Church of Saint John the Baptist i Liverpool och Church of St Mary the Virgin i Nottinghamshire.
Från år 1869 samarbetade han med Thomas Garner, och tillsammans ritade de flera typer av byggnader. Bortsett från St David's Cathedral i Hobart i Tasmanien, Australien, Washington National Cathedral i Washington, D.C., USA och Grace Cathedral i San Francisco var i princip alla deras verk belägna på de brittiska öarna.
Tillsammans med Gartner och George Gilbert Scott Jr. grundade Bodley företaget Watts & Co. år 1874.
Två av Bodleys sista verk var kapellet vid Bedford School och St Chad's Church i Burton upon Trent. Inget av dem hann byggas färdigt innan han dog, den 21 oktober 1907.